# Герштейн, Курт
Курт Герштейн (нем. Kurt Gerstein; 11 августа 1905, Мюнстер — 25 июля 1945, Париж) — офицер СС. Став свидетелем истребления еврейских узников лагерей смерти Треблинка и Белжец, пытался в деталях проинформировать шведского дипломата Йорана фон Оттера, швейцарских представителей, католических иерархов с доступом к папе Пию XII и нидерландское правительство в изгнании о нацистских преступлениях в концлагерях.

## Ранние годы
Родился в 1905 году в Мюнстере. Происходил из буржуазной семьи, по взглядам — немецкий националист, христианин и антинацист.
В 1933 году, несмотря на колебания, вступил в НСДАП и СА. Вскоре, впрочем, разочаровывается в национал-социалистском режиме. В 1936 году был арестован гестапо в связи с распространением запрещённых церковных материалов, месяц находился в тюрьме и был уволен с госслужбы (работал инженером). В 1938 году был арестован снова и содержался 6 недель в концлагере Вельцхайм, после чего исключён из партии.

## Вступление в СС
В 1939 г., под нажимом отца — президента Надземельного Суда, подал прошение о реабилитации, каковую и получил в том же году. После того, как его свояченица в рамках программы по эвтаназии в 1940 году была умерщвлена в спецлечебнице Хадамар, Герштейн решает в 1941 году вступить в СС. Он собирался таким образом раскрыть для себя хранившиеся в тайне и известные лишь по слухам проекты нацистского руководства по массовому уничтожению людей. Он становится офицером СС и как инженер и специалист по применению синильной кислоты становится очевидцем акций уничтожения заключённых в газовых камерах концлагеря Белжец в Польше.

## Деятельность
Герштейн в рамках своих малых возможностей пытался саботировать «окончательное решение еврейского вопроса» — и в то же время он оставался фанатичным службистом в вопросах, не связанных с преступлениями против человечности. Рискуя жизнью, он информирует о существовании лагерей массового уничтожения и их местонахождении секретаря шведского посольства фон Оттера и епископа Дибелиуса.
Отчет Герштейна, предоставленный им в конце войны разведке союзников, был использован впоследствии на Нюрнбергском процессе.

## Смерть
После окончания войны Герштейн был заключён в парижскую тюрьму Шерше-Миди, где 25 июля 1945 года его нашли повешенным в камере. Было ли это самоубийство (как говорит официальная версия) из чувства раскаяния за его неумелые попытки остановить уничтожение людей, или он был убит сидевшими в той же тюрьме и желавшими отомстить эсэсовцами, так и осталось невыясненным.

## Образ в искусстве
Герштейну была посвящена драма Рольфа Хоххута «Наместник» (1963). В пьесе сюжет построен на борьбе главного героя с нежеланием Ватикана реагировать на зверства нацистов. Постановка пьесы вызвала протесты Ватикана.
В фильме «Аминь» 2002 года роль Герштейна сыграл Ульрих Тукур.